# Сокольники (Харьков)

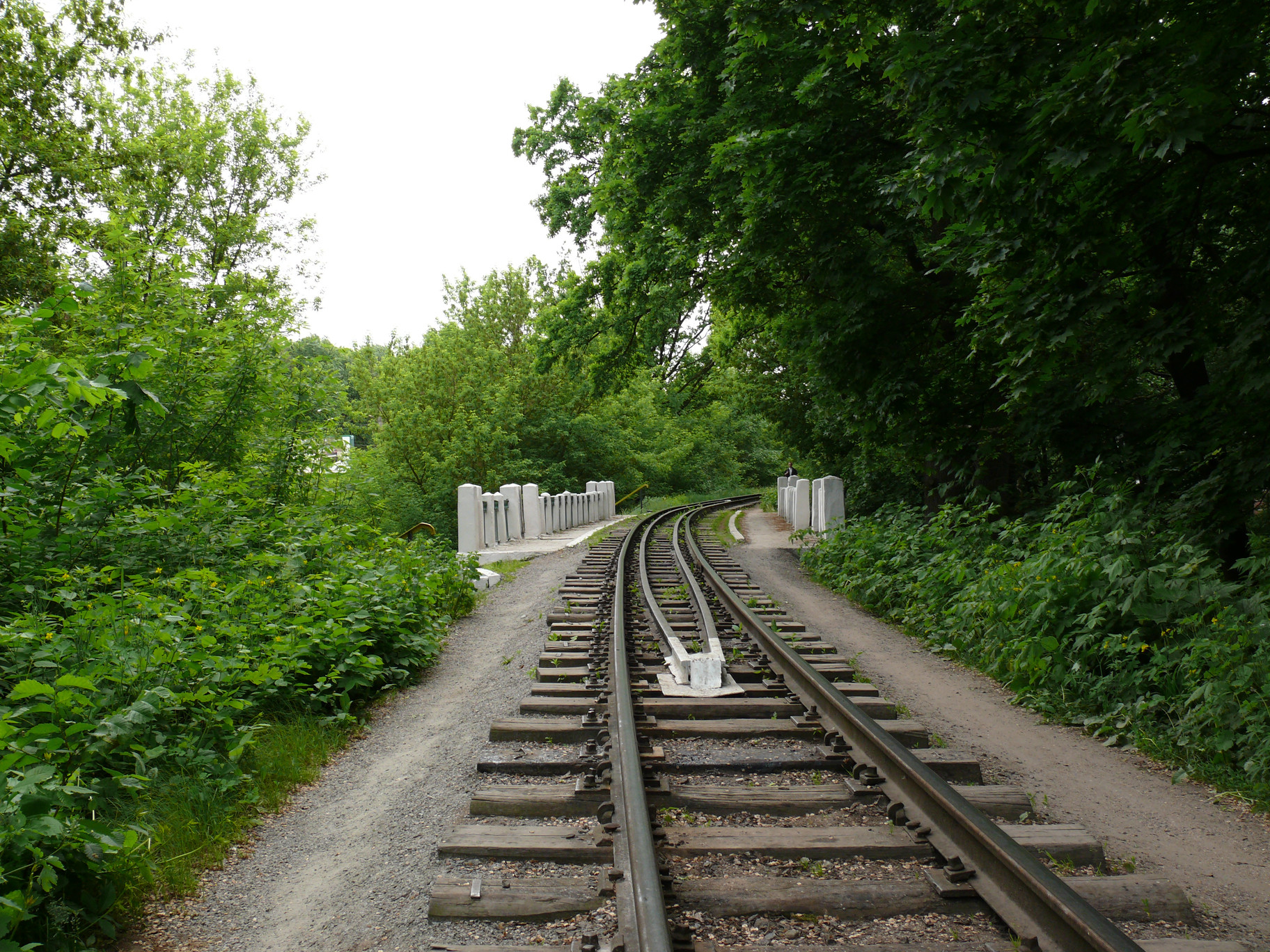
Сокольники. Перегон МЮЖД Мемориал-Парк

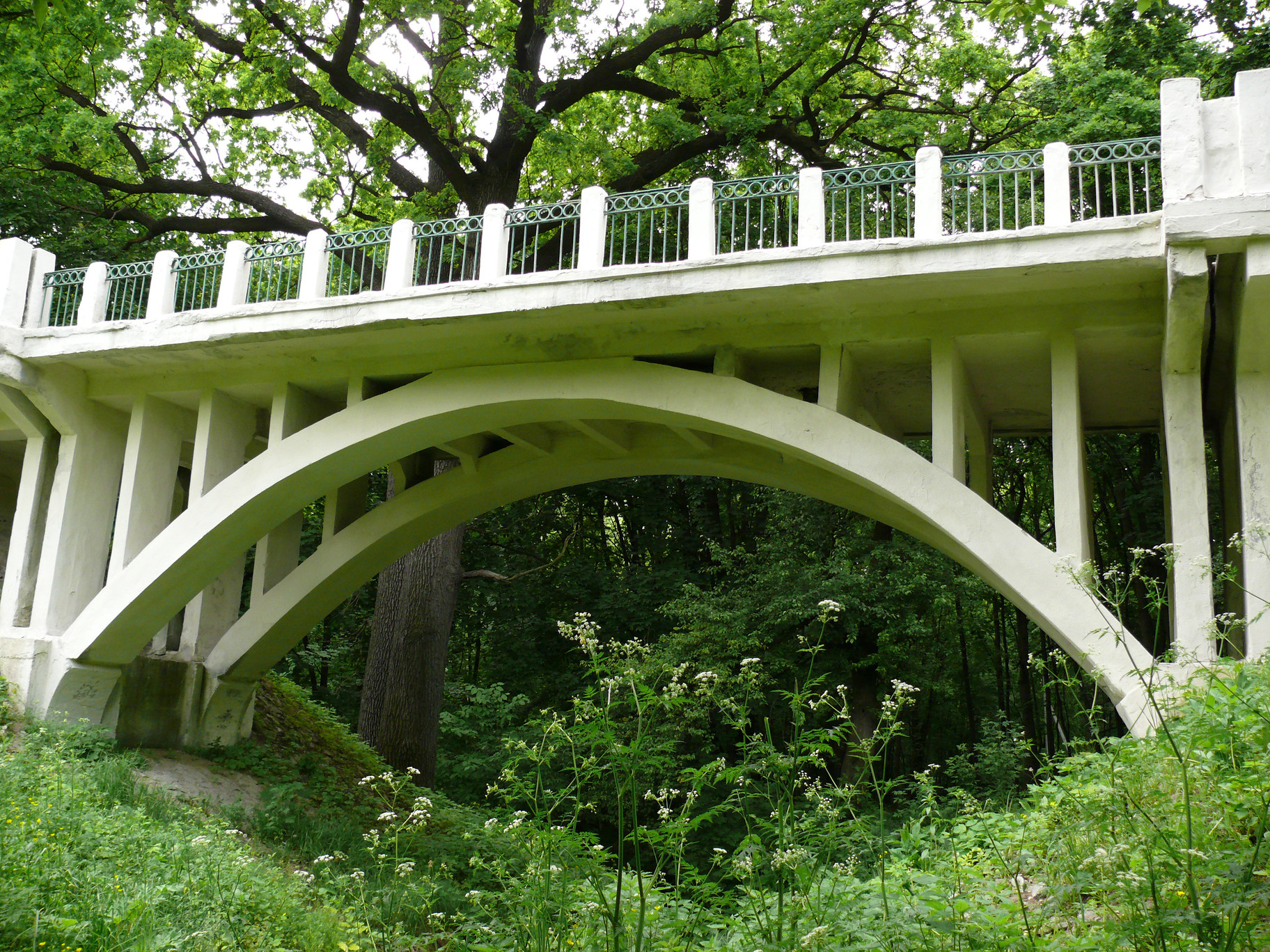
Виадук МЮЖД над ручьём в Сокольниках

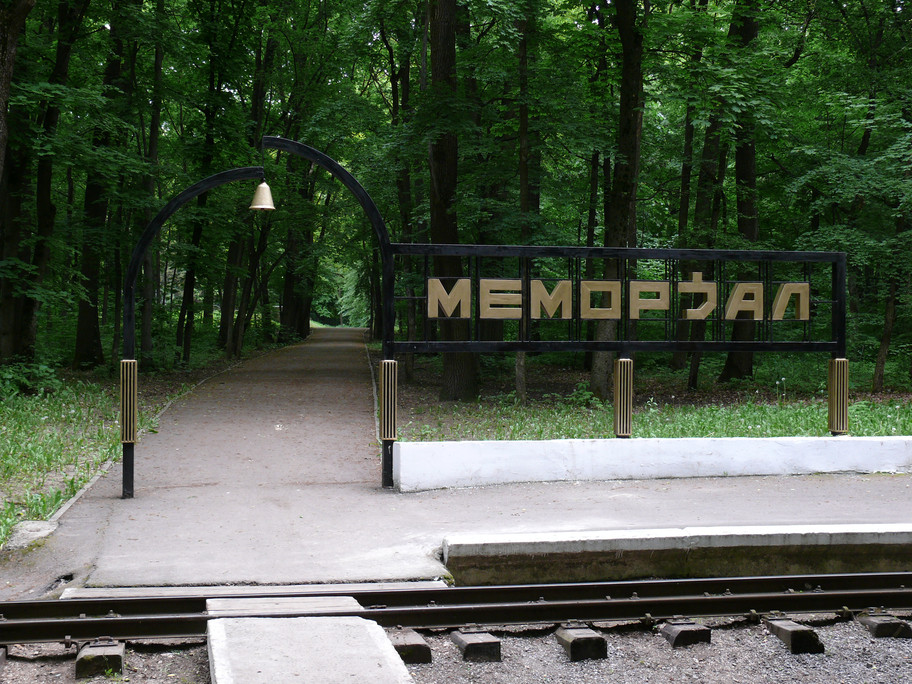
Станция Мемориал

Соко́льники — историческая местность и ботанический памятник природы местного значения (парк) в Харькове. Сокольники расположены к северу от центра города в Нагорном районе, между центральным парком культуры и отдыха и собственно Лесопарком. Также включают новый элитный посёлок частной застройки, частично разбитый в начале 2000-х годов на месте опытных полей НИИЛХа, а частично в лесной зоне.

## Местоположение и границы района
С юга Сокольники ограничены центральным парком, с востока — Харьковским шоссе, с севера — Мемориалом и на западе — Саржиным яром с Комсомольским водохранилищем.
В более широком (историческом) смысле включают также построенные на территории Сокольников авиазавод, б. воинскую часть и территорию аэродрома ХАЗа Харьков-Северный, расположенные по другую сторону Харьковского шоссе, и ограничены:
сейчас не существующим б. скаковым ипподромом, ныне заводом «ФЭД» — с юга; ул. Григория Сковороды — с запада; Саржиным яром (р. Саржинкой) и улицей Сокольники, идущей за Мемориалом Славы слева от Харьковского шоссе, и улицей Рудика справа от него — с севера.

## История
В данном районе, в 16-18 веках полностью заросшем лесом и сейчас относящемся к Лесопарку, имеется множество двухсотлетних и столетних дубов.
С 17 века район использовался для охот казацкой «старшины» Харьковского полка и харьковских воевод.
В середине 19 века через Сокольники прямо по водоразделу Среднерусской возвышенности (между Лопанью и Саржиным яром — и Харьковом, а затем балкой реки Очеретянка) было проложена новая Белгородская дорога (ныне Харьковское шоссе), являвшаяся кратчайшим удобным путём на Белгород. Движение по шоссе было открыто в 1852 году. (До того дорогой на Белгород являлась Белгородская улица (ныне ул. Шевченко) и далее старая Белгородская дорога в долине реки Харьков, идущая через Журавлёвку и Липцы).
В 19-м — начале 20 века район Сокольники стал местом загородных прогулок горожан, в том числе верховых.
В конце 19 века на южной границе Сокольников был открыт Харьковский скаковой ипподром, недалеко от бегового ипподрома, ныне не существующий; сейчас это территория завода «ФЭД».

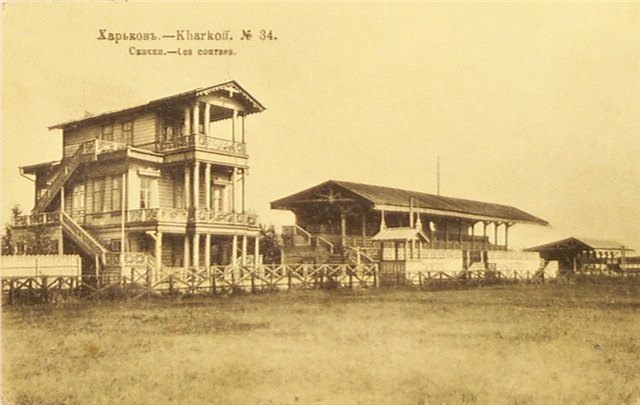
Харьковский скаковой ипподром в нач. XX в. (не сохранился)
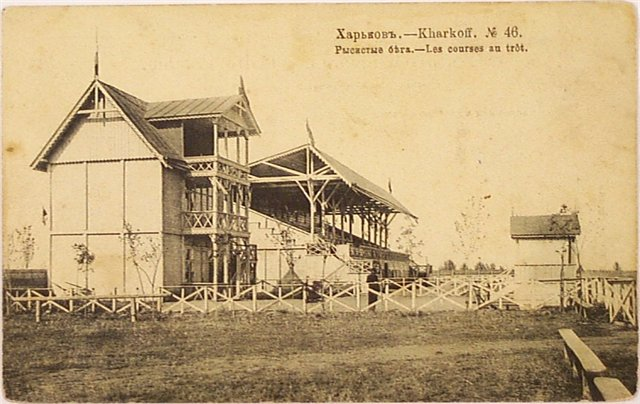
Харьковский беговой ипподром, расположенный напротив центрального входа в городской парк

В 1893—1895 годах на южной границе Сокольников был заложен и в 1907 году торжественно открыт загородный Николаевский парк. Финансирование парка осуществлялось за счёт харьковцев, многие из которых, особенно студенты и гимназисты, непосредственно участвовали в посадке деревьев. В итоге первоначально планировавшаяся площадь парка в 40 десятин была увеличена до 90 десятин (98 га). Планировка аллей подражала Булонскому лесу в Париже: объединённые в вытянутое кольцо Каштановая и Липовая аллеи (называвшиеся также Экипажными) предназначались для конных прогулок.
В сборнике «По окрестностям Харькова» профессора Арнольди 1916 года отмечались массовые посещения загородного района (за городским парком) горожанами и сбор ими весной растений для букетов
В 1923 году был построен центральный пассажирский и грузовой аэропорт столицы УССР Харьков-Сокольники (аэропорт).
В 1923 году при аэропорте были созданы Харьковские ремонтные авиационные мастерские.
17 сентября 1926 года на базе харьковских ремавиамастерских открыт завод под названием Харьковский авиазавод имени СНК УССР при акционерном обществе «Укрвоздухпуть».
Авиазавод строился по концессии немецкой фирмой «Юнкерс». Первым директором завода стал авиаконструктор К. А. Калинин.
Осенью 1927 года в Сокольниках среди дубового леса были построены здания детской трудовой коммуны НКВД УССР, которой присвоили имя скончашегося в июле 1926 Ф. Э. Дзержинского. Коммуна была торжественно открыта 29 декабря 1927 года под руководством педагога и учёного Антона Макаренко. В 1930 году в коммуне было 12 отрядов по 15 человек.
В 1927-1931 годах на базе мастерских коммуны имени Дзержинского был создан одноимённый завод ФЭД. Он впервые в СССР начал выпускать ручные дрели (тогда называвшиеся «сверлилки») и компактные узкоплёночные фотоаппараты: начал деятельность с выпуска простейших электрических сверлильных машин и фотоаппаратов типа «Лейка (фотоаппарат)».
В 1927 году Харьковский авиазавод выпустил первые два самолёта: пассажирский К-2 и его санитарный вариант К-3.
В ноябре 1928 года в Померках, в лесу была открыта Харьковская окружная больница. Туда направляли больных скарлатиной и онкологическими заболеваниями. Больница (Харьковский онкоцентр) работает по сей день.
В начале 1930-х годов в связи со строительством ХАЗа пассажирский аэропорт перенесли на аэродром «Основа», невдалеке от одноименной станции.
30 апреля 1931 года введена новая трамвайная линия «Горпарк — Померки (Авиазавод, сейчас — „Лесопарк“)» по Белгородскому шоссе и продлены маршруты № 7 «Новосёловка — ул. Григория Сковороды — Померки» и № 12 «Холодная Гора — ул. Свердлова — ул. Клочковская — Госпром — Померки».
К 7 ноября 1931 года был построен, а в январе 1932 сдан в эксплуатацию завод по производству электросверлилок коммуны имени Дзержинского.
26 декабря 1931 в Померках решением коллегии ОГПУ была открыта 2-я нормальная школа пограничной охраны и войск ОГПУ, называвшаяся так до 10 мая 1934 года; с 1934 — 2-я школа пограничной охраны и войск ОГПУ имени Ф. Э. Дзержинского (или 2-я объединённая пограничная школа им. Ф. Э. Дзержинского); с апреля 1938 года — Харьковское военное училище пограничных и внутренних войск НКВД им. Ф. Э. Дзержинского; с начала 1941 до 1945 — Харьковское кавалерийское пограничное училище войск НКВД им. Ф. Э. Дзержинского; с 1975 — Харьковское высшее военное училище Войска тыла|тыла МВД СССР (ХВВУТ МВД СССР); сейчас Национальная академия Национальной гвардии Украины.
В 1932 году площадь Коммунального парка, уже оказавшегося в черте города, была увеличена до ста тридцати гектаров, а в 1936 году ему было присвоено имя скончавшегося в 1935 пролетарского писателя Максима Горького.
В 1933 году на ХАЗе в КБ Калинина был создан семимоторный самолёт-гигант К-7 — один из крупнейших самолётов того времени, который называли «воздушный Госпром».

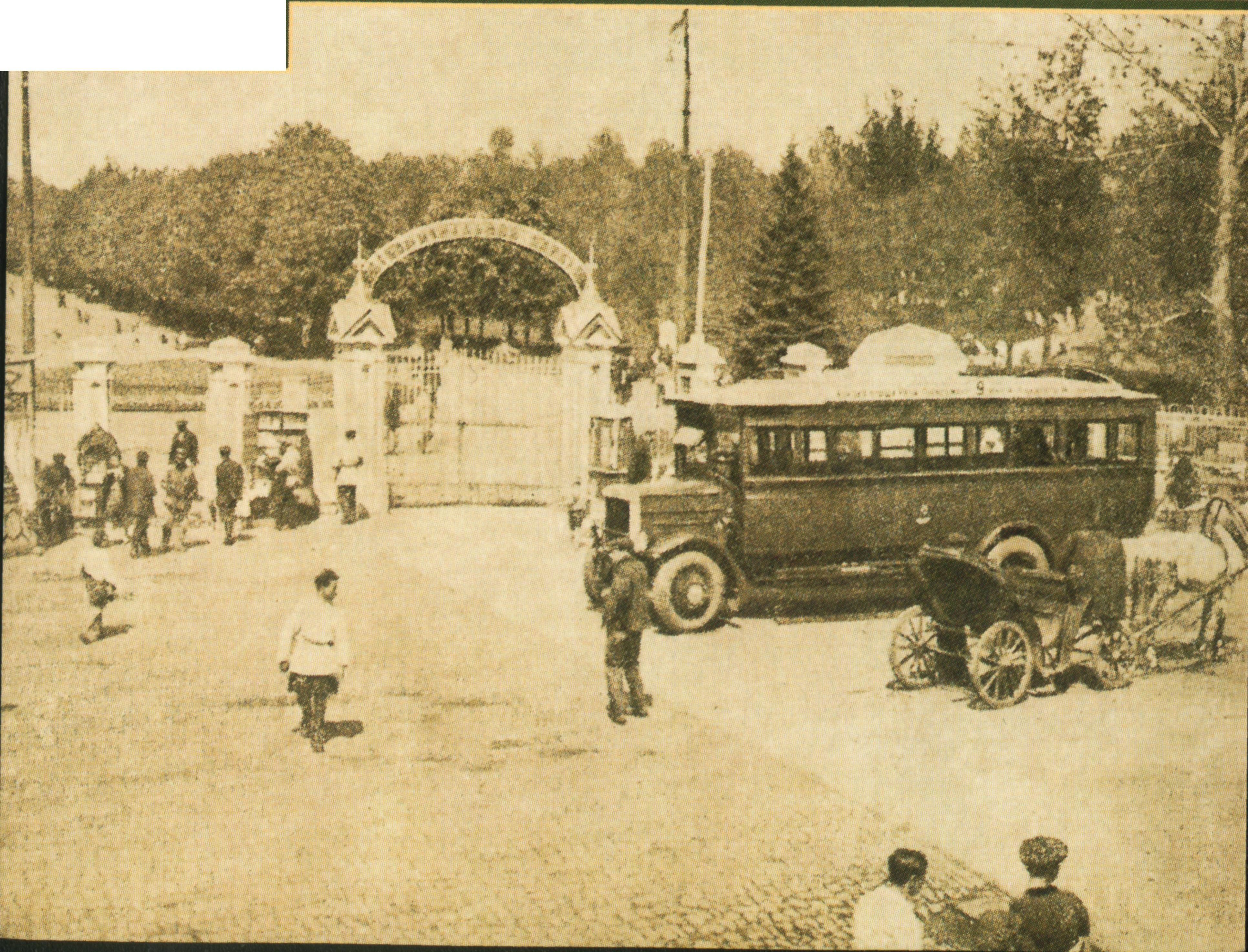
Коммунальный парк. Центральный вход. Почтовая открытка СССР. Конец 1920-х

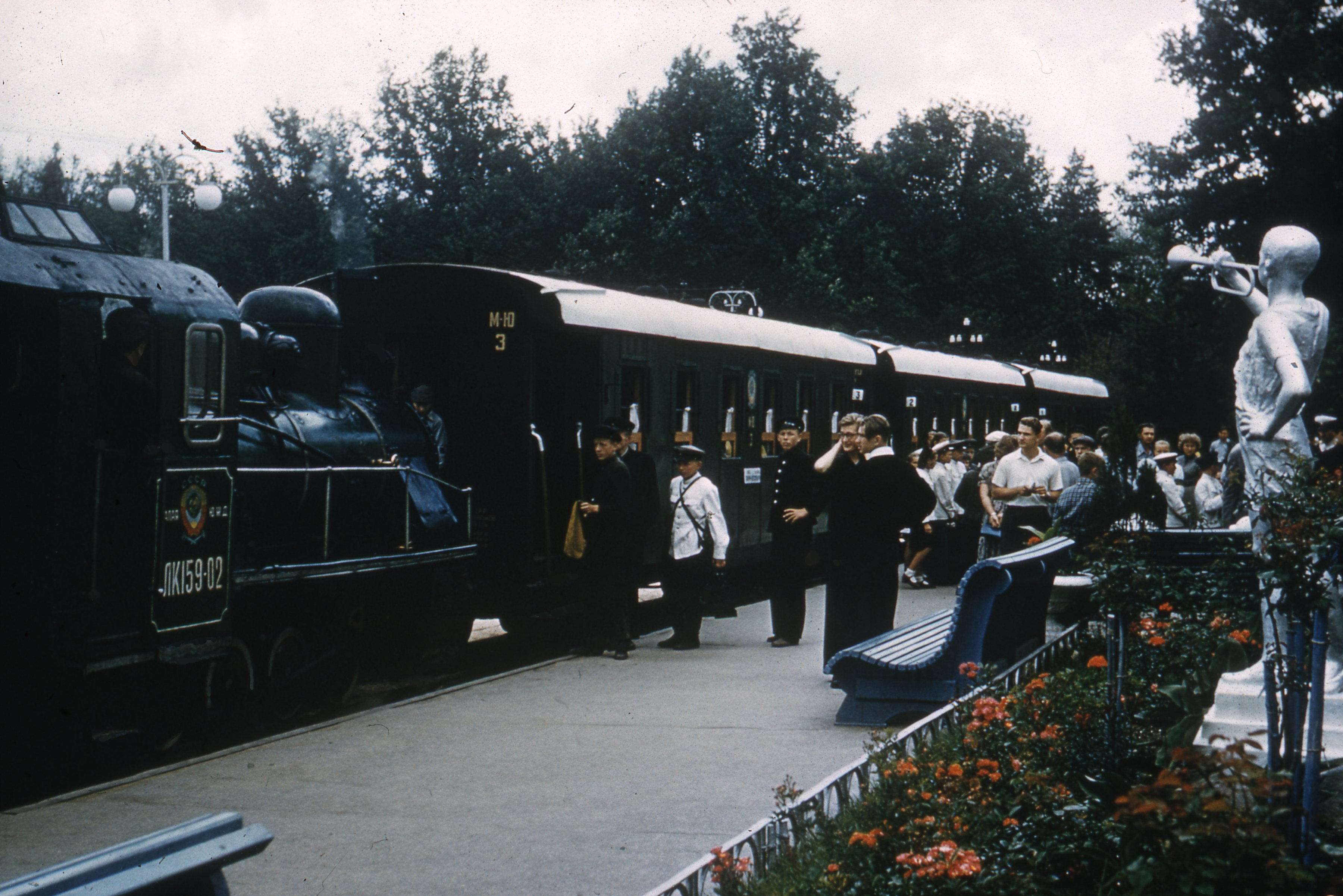
МЮЖД. Станция «Парк»

А. С. Макаренко был переведён в Москву в июле 1935 года.
В 1936 году начальником коммуны Дзержинского вместо Макаренко был назначен чекист, экономист, организатор производства Берман, Вениамин Соломонович проработавший на этой должности (нач.коммуны — зав.промкомбинатом — директор завода) до 1950 года.
30 декабря 1938 года коммуна имени Дзержинского была ликвидирована как детское учебно-исправительно-воспитательное учреждение, так как в 1937 году с беспризорностью было официально покончено, а растущие планы производства, особенно военного назначения (оптические прицелы, артиллерийские панорамы, окопные перископы) требовали эффективного использования станочного парка в две или три смены, чего коммунары обеспечить не могли, так как им надо было ещё учиться. За время существования в коммунарами были построены школа, клуб с кино, библиотека, жилые корпуса, два завода (механический по производству электросверлилок и оптический по производству фотоаппаратов), а затем в 1939 году — ещё завод № 3 — оборонной продукции (оптико-механических приборов).
В 1939 году три завода коммуны им. ФЭДа были объединены в Харьковский промышленный комбинат НКВД СССР имени Ф. Э. Дзержинского (впоследствии — завод ФЭД). Коммунаров школьного возраста перевели в ближайшие школы, а более старшие продолжали трудиться на своих рабочих местах.
В конце 1930-х годов харьковский Лесопарк был назван Комсомольским, была насыпана дамба на реке Саржинке и образовалось Комсомольское озеро (Сокольники), сооружённое комсомольцами в основном на субботниках; откуда и пошло его название. На озере были отсыпаны пляжи, поставлены купальни, сооружен каменный спуск от Сокольников к воде. По построенной тогда же дамбе озера проходила (до 1970, до постройки виадука на ул. Деревянко) дорога из Сокольников на Павлово поле.
В 1940 году через Сокольники по инициативе комсомольцев Южной железной дороги и института ХИИТ была проложена Малая Южная железная дорога. Вокзал главной станции «Парк» был построен по проекту архитектора Евгения Лымаря.
До начала войны авиазавод № 135 освоил производство семнадцати типов самолётов.
В сентябре-октябре 1941 года в связи с приближением к городу линии фронта авиазавод был эвакуирован в город Молотов, завод ФЭД — в Бердск, а кавалерийское училище НКВД — в Ташкент, затем в Алма-Ату.
С 1939 по январь 1942 года авиазавод построил 785 экземпляров поршневого ближнего бомбардировщика Су-2 П. О. Сухого. Это был самый массовый военный самолёт, когда-либо производённый заводом.

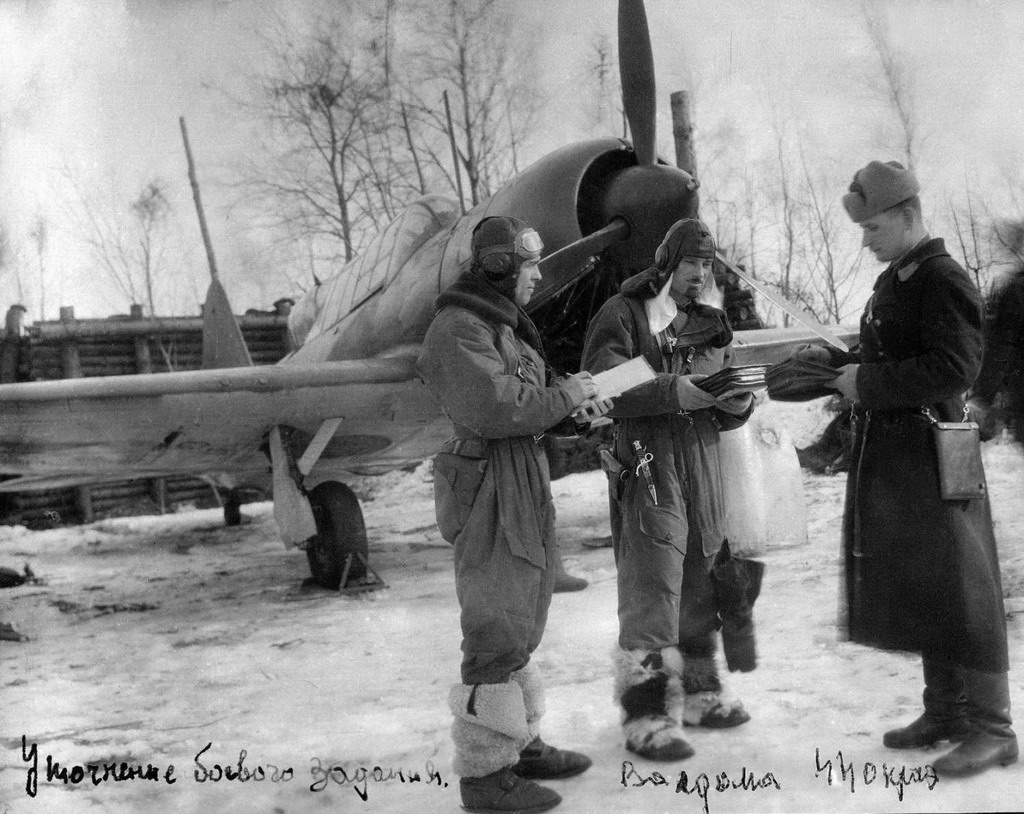
Су-2. Уточнение экипажем боевого задания

15 августа 1943 года 69-я армия СССР освободила район Сокольники
, частично заняв взлётную полосу ХАЗа, то есть блокировав немецкий военный аэропорт Харьков-Центральный. Нагорный район, центр, запад и восток города (кроме юго-запада и юго-востока) тогда были освобождены от немцев только 23 августа.
В августе 1945 года была восстановлена МЮЖД; движение по дороге началось 25 августа.
7 февраля 1946 года восстановлена трамвайная линия «ЦПКиО — Померки (Лесопарк)» по Белгородскому шоссе, пущен маршрут № 22 «ЦПКиО — Померки (Лесопарк)».

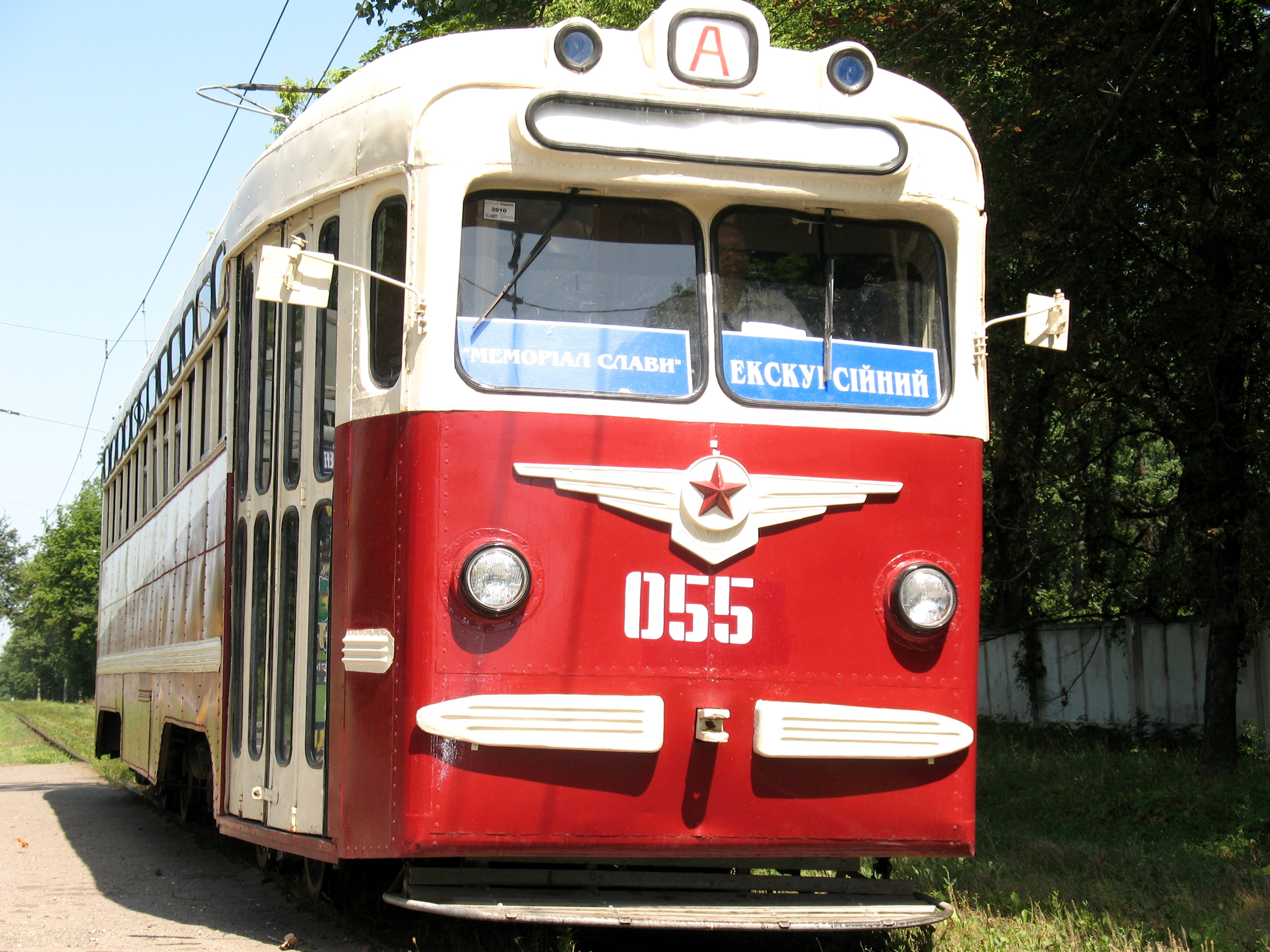
МТВ-82 маршрута «Мемориал-Вокзал» в Сокольниках. 2010

23 августа 1947 года восстановлена трамвайная линия «Померки (Лесопарк) — Даниловка», пущен маршрут № 8 «Померки (Лесопарк) — Даниловка».
После войны, в 1948—1954 годах (к 300-летию Переяславской Рады, на северо-восточной границе Померок был построен учебный и жилой городок ХАИ с аэродромом на посёлке, названном именем основателя аэродинамики академика Жуковского. Были построены главный корпус, моторный корпус, инженерный корпус, факультет ГВФ (затем переведённый в Киев), три общежития. Харьковский авиаинститут был переведён туда из центра города, с ул. Сумской, начиная с 1951 года.
В середине 1950-х годов ХАЗ освоил серийное производство первого в мире реактивного пассажирского лайнера ТУ-104.
В 1969 году были построены троллейбусные линии на Павловом Поле и было открыто троллейбусное движение по ул. Деревянко.
В связи с постройкой виадука через Саржин яр в 1969-70 годах в 1970 году через Сокольники были открыты троллейбусные линии от ЦПКиО до улицы Жуковского и от Павлова Поля до улицы Рудика (завода Коммунар).
В 1977 году в Сокольниках-Померках был открыт величественный мемориальный памятный комплекс Славы (Мемориал Славы (Харьков) на месте расстрела оккупантами тысяч советских патриотов, подпольщиков, военнопленных и партизан, которые сопротивлялись немецким захватчикам в 1941-43 годах.
В апреле 1982 года был открыт троллейбусный маршрут № 40: Горпарк — проспект Победы (через Сокольники).
Троллейбусный маршрут № 16 был реорганизован: НПО «Коммунар» (ул. Рудика) — Сокольники — проспект Победы.
С 1963 по 1984 год ХАЗ построил 848 экземпляров реактивного пассажирского самолёта Ту-134 А. Н. Туполева. Это был самый массовый пассажирский самолёт, когда-либо произведённый заводом.

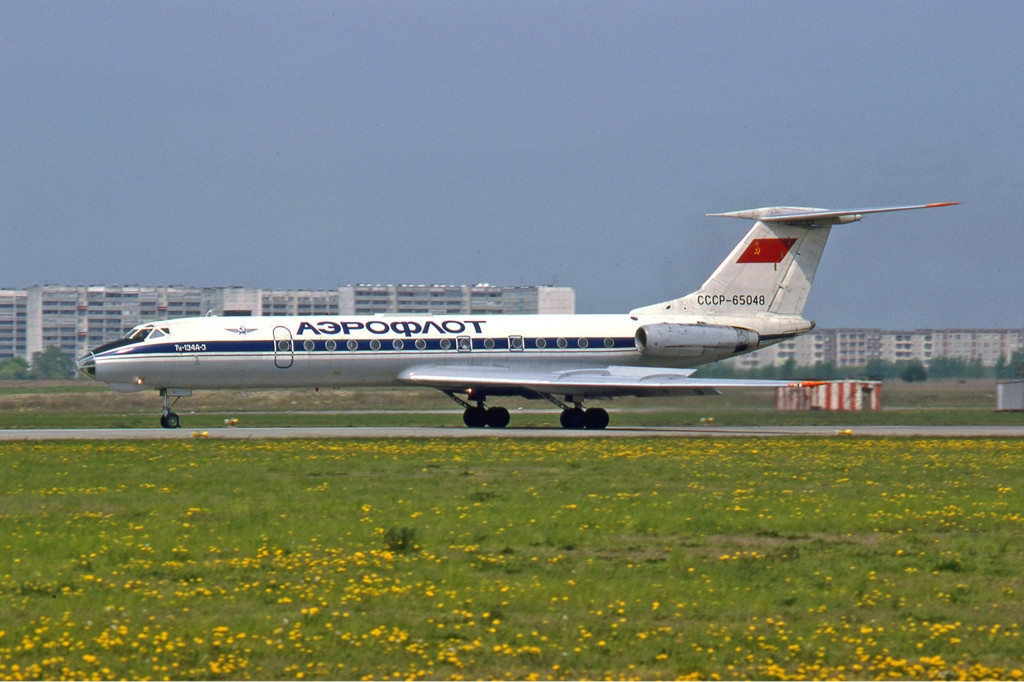
Ту-134А «Аэрофлота» МГА СССР образца 1973 г.

В 1990-х годах самолеты ХАЗа эксплуатировались в 29 странах мира, а сам он входил в восьмерку авиационных заводов мира, занимающихся серийным производством самолётов.
В июне 1998 года был открыт троллейбусный маршрут № 44: проспект Жуковского (Харьков) — Южный вокзал (Харьков). Затем он был укорочен до площади Конституции; приостановлен в 2000 году, затем работал с ноября 2009 по март 2010.
С конца 1990-х годов началась вырубка и застройка Сокольников.
С начала 2000-х годов Сокольники, как элитный район, вплотную примыкающий к парку Горького, стал активно застраиваться частными особняками, а затем многоэтажными домами.
В сентябре 2004 года был открыт троллейбусный маршрут № 17: пл. Конституции — НПО «Коммунар» (ул. Рудика). Работал до декабря 2009 года; восстановлен 2 декабря 2019.
В 2008 году в Померках на территории онкобольницы был открыт православный храм князя Олега Брянского УПЦ МП.
В конце 2010-х годов харьковский трест Жилстрой-1 построил многоэтажный жилой комплекс «ЖК Сокольники».

## Сокольники-Померки
Здесь находится более обширный по площади ботанический памятник «Сокольники-Померки», объект природно-заповедного фонда (ПЗФ) общей площадью 163,1 га, расположенный в урочище лесопаркового хозяйства.
«Сокольники-Померки» получили свой статус по решению облисполкома 17 июля 1972 года № 377 от 3 декабря 1984 года № 562. Находятся в ведении СКП «Харьковзеленстрой» (кварталы Лесопарка 52, 54, 60, 61, 62, 65, 68). Участок леса представлен дубовыми насаждениями порослевого происхождения.
Ботанический памятник «Померки» (часть «Сокольников-Померок») имеет площадь 120,4 га (кварталы 8, 9, 16, 23, 29) и представляет собой участок леса с насаждениями дуба, клён, берёзы, хвойных пород, орешника, бересклета и раннецветущих растений.
30 августа 2012 года решением № 518-VI сессии Харьковского областного совета на территории Харьковского лесопарка создан объект природно-заповедного фонда Региональный ландшафтный парк (РЛП) «Сокольники-Померки» площадью 1104,6 га (занимающей значительную часть Лесопарка) — на территории урочища Алексеевского и обширной части урочища «Сокольники-Померки».
В данное РЛП вошла территория ботанического памятника природы «Померки» площадью 120,4 га, которая скорее всего станет заповедным ядром данного парка.
51,5 % территории урочища «Сокольники-Померки» теперь входит в состав природно-заповедного фонда.

## Происхождение названия
В районе, в 16-18 веках полностью заросшем лесом, в том числе дубовым, проводились охоты знати.
В 17 и 18 веках Сокольники использовались для охоты влиятельных горожан («старшины» Харьковского полка), в том числе с ловчими птицами — соколами.

## Достопримечательности
- Детская железная дорога
- Православный храм св.благоверного князя Олега Брянского УПЦ МП[12].
- Частная православная часовня на ул. Комитетской (построена в 2007)
- Спортивная база «Динамо»
- Спортивная база «Спартак» (бывший стадион «Высшая школа») (левый склон Саржина яра)
- Река Саржинка и Саржин яр (его левый склон)
- Харьковский авиазавод
- Аэропорт «Сокольники»
- Заповедное урочище Померки, между Алексеевской балкой и верховьями Саржина яра, в Даниловском лесу. Площадь 200 га (семь лесных квадратов)
- Комсомольское озеро (Лесопарк), под 4-й больницей (не путать с б. Комсомольским озером на Основе). Построено комсомольцами в 1930-х годах, были отсыпаны пляжи. Сейчас заболочено.

## Карты
- Сокольники на карте 1940 года РККА, 1990 года Генштаба.
- Карта Сокольников
- Сокольники со спутника